# Rausovac
Rausovac est un village de la municipalité de Hrvatska Kostajnica (comitat de Sisak-Moslavina) en Croatie. Au recensement de 2011, le village comptait 28 habitants.